# فرصة ستالين الضائعة
فرصة ستالين الضائعة هو كتاب نشر عام 2000 للمؤرخ العسكري الروسي ميخائيل ميلتيوخوف، فيما يتعلق بنظريات فيكتور سوفوروف بشأن خطط الحرب السوفيتية خلال 1939-1941. يتفق ميلتيوخوف مع فيكتور سوفوروف على أن ستالين والقيادة العسكرية السوفيتية خططتا لهجوم ضد ألمانيا النازية في عام 1941، على الرغم من أنه لم يعتقد أن الضربة الألمانية ضد الاتحاد السوفيتي كان مخططًا لها. أقترح ميلتيوخوف أنه بينما كان كل من القادة السوفيت والألمان يستعدون سراً لمهاجمة بعضهم البعض، لم يعتقد أي منهم أن الطرف الآخر سيضرب أولاً. رفض ميلتيوخوف عمل ديفيد غلانتز الذي صور الجيش السوفيتي على أنه غير مستعد بجدية للحرب. يعتمد كتاب ميلتيوخوف على المواد المسترجعة من محفوظات الاتحاد السوفيتي، والتي ظل بعضها مصنفًا منذ أكثر من 50 عامًا.

## عشية الحرب العالمية الثانية
وفقًا لميلتيخوف، فقدت روسيا موقعها كقوة عظمى خلال الحرب العظمى، والثورة والانهيار اللاحق لإمبراطوريتها. كان لدى القيادة السوفيتية خيار إما قبول الوضع الإقليمي للاتحاد السوفيتي أو أن تصبح قوة عظمى مرة أخرى. بعد أن قررت الأخيرة، استخدمت القيادة السوفيتية الأيديولوجية الشيوعية (الكومنترن، فكرة الثورة العالمية، إلخ) لتعزيز موقفها. كان الهدف الرئيسي هو استبعاد تحالف محتمل للدول الرأسمالية. على الرغم من إقامة علاقات دبلوماسية مع البلدان الرأسمالية، لم يتم قبول الاتحاد السوفيتي كشريك على قدم المساواة.
لكن ذلك تغير خلال الأزمة السياسية في عام 1939، عندما تشكلت كتلتان عسكريتان وسياسيتان: أنجلو - فرنسية وألمانية - إيطالية، وكلاهما كان مهتمًا باتفاقية مع الاتحاد السوفيتي. ثم أتيحت لموسكو الفرصة لاختيار في وتحت أي ظروف للتفاوض.
كان الهدف الأساسي هو الحفاظ على الحياد، وبعد إضعاف كلا الطرفين المتحاربين، الظهور كعامل حاسم في ضمان النصر لجانب واحد. وهكذا، «الاتحاد السوفيتي نجح في البقاء خارج الحرب الأوروبية، بعد أن حصل في هذه الحالة على يد حرة كبيرة في أوروبا الشرقية، مساحة أوسع للمناورة في مصالحها الخاصة بين الجانبين المتحاربين.» 
خلال عامي 1939 و1940، ضم الاتحاد السوفيتي العديد من بلدان وأقاليم أوروبا الشرقية. نظر الكرملين إلى ألمانيا كقوة قادرة على إضعاف مواقف المملكة المتحدة وهز النظام الرأسمالي. ثم "في الوقت المناسب، كان يمكن أن يدمر الجيش الأحمر ألمانيا تحرير أوروبا من الفاشية ومن" الرأسمالية الفاسدة ".
وفيما يتعلق بالعلاقة السوفيتية الألمانية خلال عام 1940، يشير ميلتيوخوف إلى أنه على الرغم من أن الجانبين كان لهما هدف مشترك يتمثل في إضعاف بريطانيا وعقدت المفاوضات في نوفمبر 1940، إلا أن التحالف العسكري الفعلي لم يتحقق أبداً، لأن السوفيت كان يتعين عليهم مغادرة القارة بأكملها لصالح مجال النفوذ الألماني الإيطالي، أي إنزال السوفيت إلى دور من الدرجة الثانية في العالم أمر مهم.

## مرحلة جديدة
منذ ذلك الوقت، أصبح من الواضح أن ألمانيا كانت العقبة الرئيسية التي تحول دون اختراق السوفيت أوروبا، ودخلت العلاقة بينهما في مرحلة جديدة. بدأ الجانبان الاستعداد للنزاع.
اتخذ اتحاد الجمهوريات الاشتراكية السوفيتية خطوات لتطبيع العلاقات مع الحكومات الغربية (بما في ذلك القادة الفرنسيين). تكثفت هذه المفاوضات مع انتشار الشائعات حول نزاع عسكري سوفيتي ألماني. في يونيو 1941، اقترح السوفيت إجراء مفاوضات مع ألمانيا، والتي كان من الممكن أن تخدع الألمان وتوفر مبررات للاعتداء في حالة انهيار المحادثات.
من بداية عام 1941، تم اتخاذ تدابير لزيادة الاستعداد القتالي في المناطق الحدودية الغربية، والتي كان من المقرر الانتهاء من جزء كبير منها بحلول 1 يوليو. اقترب الاقتصاد السوفيتي من الحرب وأعدت البلاد لتعبئة القوات منذ عام 1939.
وفقًا لميلتيخوف، فإن الموارد المادية ونظام التعبئة ضمنت تطوير الجيش. وهو يدعي أن الجيش الأحمر قد تجاوز الجيش الألماني بقدر كبير في كمية الأسلحة والمواد القتالية (Meltyukhov 2000: 497). بقوله ذلك، فهو يرفض عمل ديفيد جلانتز،  الذي يصور الجيش السوفيتي على أنه غير مستعد بشكل خطير للحرب.

## الخطط الهجومية السوفيتية والألمانية
كما يؤكد ميلتيوخوف في دراسته، فإن هيئة الأركان العامة للجيش الأحمر قد بدأت بالفعل في وضع خطة لشن هجوم على ألمانيا في أكتوبر 1939. تكثفت هذه العملية في مارس 1940، وتم تطوير ما لا يقل عن أربعة إصدارات مختلفة من الخطة خلال عامي 1940 و1941. تم تركيز القوات في شكل مناورات. في مايو / يونيو 1941، وصلت الاستعداد للغزو السوفيتي لألمانيا إلى المرحلة النهائية، حيث بدأ التركيز الكامل للقوات.
تجدر الإشارة إلى أن مشروع الخطة من 11 مارس 1941 طالب بـ «بدء الهجوم [في] 12.6»، والذي يرى ميلتيوخوف أنه ينبغي أن يدحض تأكيد جوروديتسكي  أن المشروع يفترض إستراتيجية دفاعية. كما هو معروف، فإن الموعد المحدد لاندلاع الحرب يحدده الجانب الذي يخطط للضرب أولاً. وهكذا، يعتقد المؤلف أن فكرة أن الجيش الأحمر يجب أن يضرب أولاً (صيغت بوضوح في خطة جوكوف من 15 مايو 1941) كانت في شكل مخفي موجودة بالفعل في جميع المسودات السابقة.
بالنسبة للاقتراحات المعتادة بأن الجيش الأحمر كان يستعد لهجوم مضاد، فإن الغزو المحتمل للفيرماخت يقترح في الخطط التي استشهد بها ميلتيوخوف، ولكن مع الافتقار الواضح إلى العمق: تقدير نوايا العدو، باستثناء الاتجاه المحتمل للهجوم الرئيسي، لم يخضع لتغيرات جوهرية. علاوة على ذلك، يدعي ميلتيوخوف أن هذه الخطط لم تنطلق من البيانات الواقعية واتجاهين محتملين للاعتداء في الفيرماخت (النسخة الجنوبية، عبر أوكرانيا والنسخة الشمالية، عبر ليتوانيا ولاتفيا، تم التخلي عن الأخيرة في وقت لاحق)، في حين أن الاعتداء على بيلاروسيا مستبعد دون أي سبب. وبالتالي، يمكن للمرء أن يتساءل ما إذا كان هذا مجرد تخمين. يذكر ألكساندر فاسيلفسكي نفسه  بأنه لم يكن هناك إجابة مباشرة لاحتمال الغزو الألماني، ولم يتم مناقشة توقيت محتمل. هذه الحقيقة وغياب الصلة بين ضربة محتملة من قبل العدو وتصرفات الجيش الأحمر تجعل اقتراح «إستراتيجية مضادة للضربة» غير قابل للتصديق على ميلتيوخوف.
من ناحية أخرى، تم وضع تركيز الجيش الأحمر على الحدود من خلال خطط مختلفة (خمسة إصدارات مختلفة) وخضع لتغييرات كبيرة. كما أشار أيضًا غارييف، الذي يشك هو نفسه في أطروحة الضربة السوفيتية، «تم اختيار اتجاه تركيز الجهود الأساسية من قبل القيادة السوفيتية ليس في مصلحة العملية الدفاعية الاستراتيجية (لم يتم توفير هذه العملية ببساطة ولم يتم تقديمها المخطط لها)، وبشكل كامل تماما لأساليب العمليات الأخرى.» 
العمليات العسكرية كانت ستبدأ مع الضربة المفاجئة من قبل القوات الجوية السوفيتية من مطارات بروسيا الشرقية وبولندا ورومانيا. كان من شأن التفوق السوفيتي العام في مجال الطيران أن يجعل من الممكن إخضاع المطارات الألمانية، والتي من شأنها أن تؤدي إلى إضعاف كبير للعدو وكان من شأنه تسهيل عمليات القوات البرية للجيش الأحمر. كان من المفترض أن يكون للقوات البرية اتجاهان رئيسيان لضرب: أحدهما موجه نحو بروسيا الشرقية وبولندا والآخر إلى رومانيا في الجنوب.
كانت الفكرة الأساسية للتخطيط العسكري السوفيتي تتمثل في حقيقة أن الجيش الأحمر كان يتركز بالقرب من الحدود تحت ستار المناورات ثم الدخول في هجوم مفاجئ وحاسم. «عدم وجود أي إشارات إلى العمليات الدفاعية المحتملة للجيش الأحمر يدل على أن النقاش لم يكن يدور حول الاستعداد لضربة وقائية ولكن للهجوم على ألمانيا وحلفائها. تم التعبير عن هذه الفكرة بوضوح في وثيقة 15 مايو 1941، والتي كان من المفترض أن يسترشد بها الجيش الأحمر في بداية الحرب.» يشير ميلتيوخوف إلى أن الهجوم على ألمانيا كان مخططًا له في البداية في 12 يونيو 1941، ولكن تم تأجيله لأن القيادة السوفيتية كانت تخشى من المصالحة الأنجلو-ألمانية ضد الاتحاد السوفيتي بعد رحلة رودولف هيس في 12 مايو 1941.
تم الكشف عن أساس هذا الافتراض من خلال تذكر مولوتوف بعد 40 عامًا في محادثة مع الصحفي الروسي إيفان ستادنيوك: «لا أتذكر كل الدوافع وراء إلغاء هذا القرار، لكن يبدو لي أن رحلة نائب هتلر رودولف هيس إلى إنجلترا لعبت الدور الرئيسي هناك. أبلغنا استطلاع المفوضية الشعبية للشؤون الداخلية، أقترح هيس بالنيابة عن هتلر على المملكة المتحدة إبرام السلام والمشاركة في المسيرة العسكرية ضد الاتحاد السوفيتي... إذا كنا في هذا الوقت قد أطلقنا العنان لحرب ضد ألمانيا، لكاننا قد نقلنا قواتنا إلى أوروبا، فكان بإمكان إنجلترا أن تدخل التحالف مع ألمانيا دون أي تأخير... وليس إنجلترا فقط. كان يمكن أن نكون وجهاً لوجه مع العالم الرأسمالي بأكمله».
يعتقد ملتيوخوف أن "المسألة حول الفترة الجديدة لاستكمال بناء الحرب تم حلها في 24 مايو 1941، في المؤتمر السري للقيادة العسكرية والسياسية في الكرملين. تظهر المصادر التي يمكن الوصول إليها الآن أن تركيز الجيش الأحمر وتطويره بشكل كامل على المناطق الغربية السوفيتية كان من المقرر أن يكتمل بحلول 15 يوليو 1941. زيادة معدل تركيز الجيش الأحمر على الحدود الغربية. جنبا إلى جنب مع نقل 77 فرقة من المستوى الاستراتيجي الثاني، في الفترة من 12 يونيو إلى 16 يونيو 1941، بدأت إعادة نشر قوات من الطبقة الثانية من الجيوش والاحتياطيات من المناطق العسكرية بالقرب من الحدود الغربية.
أما بالنسبة للخطط الهجومية الألمانية، يشير ميلتيوخوف إلى أن القيادة الألمانية كانت تأمل في هزيمة ساحقة سريعة للاتحاد السوفيتي والتي كانت ستوفر لألمانيا الموارد اللازمة لتحقيق النصر في حرب طويلة مع إنجلترا، وربما الولايات المتحدة. وهكذا يمكن وصف فكرة هتلر بأنها تسعى جاهدة لتحقيق النصر في الشرق لغرض كسب الحرب ضد الغرب.
لذلك، يزعم ميلتيوخوف، أن تفسيرات القادة النازيين حول توجيه ضربة وقائية ضد الاتحاد السوفيتي كانت بلا أساس، لأن هتلر اعتبر تركيز القوات السوفيتية مجرد دفاعي. تم تحديد موعد عملية بارباروسا قبل وقت طويل، ولم يفهم هتلر حقًا خطر الغزو السوفيتي. تم تفسير تركيز القوات السوفيتية على أنه رد فعل دفاعي على نشر الفيرماخت. فيما يتعلق بفشل القيادة السوفيتية في فهم التهديد الألماني، لم يكن ستالين يعتقد أن هتلر سيغزو ويخاطر بالحرب على جبهتين.
علاوة على ذلك، يعتقد أن ستالين كان يتوقع إنذارًا ألمانيًا وبالتالي قام السوفيت بتقييم تركيز القوات كوسيلة للضغط.

## هل كان من الممكن أن يقع الهجوم السوفيتي
كان سؤال ميلتيوخوف الافتراضي: ماذا كان سيحدث لو أن السوفيت نفذوا خطتهم الأولية وبدأوا الغزو في 12 يونيو 1941؟ بحلول ذلك الوقت، كانت القوات الألمانية قد استكملت الاستعدادات لعملية بارباروسا وركزت على الحدود السوفيتية، حيث كانت قد جمعت بالفعل 81.6٪ من التشكيلات التي كان سجمعها الفيرماخت في 21 يونيو في القطاع من بحر البلطيق إلى البحر الأسود. كانت القوات المتبقية لحشدها في الموقع تتحرك ولوفتفافه قد أكملت إعادة الغنتشار بعد حملة البلقان، ولكن «الفيرماخت لم يكن لديه مجموعات دفاعية ولا هجومية [حتى الآن]، والهجوم السوفيتي في هذه اللحظة كان من شأنه أن يضعها في وضع معقد للغاية والسماح [للجيش الأحمر] بتمزيق قواته».
يظهر الموقف في الشريط الحدودي من استروينكا إلى منطقة الكاربات في الجدول 
|               | الجيش الأحمر | الجيش الألماني (بما في ذلك الحلفاء) | علاقة   |
| ------------- | ------------ | ----------------------------------- | ------- |
| التشكيلات     | 128          | 55                                  | 2.3 : 1 |
| شؤون الموظفين | 3 400 000    | 1 400 000                           | 2.1 : 1 |
| سلاح المدفعية | 38 500       | 16 300                              | 2.4 : 1 |
| الدبابات      | 7 500        | 900                                 | 8.7 : 1 |
| الطائرات      | 6 200        | 1 400                               | 4.4 : 1 |

ومع ذلك، من المهم الإشارة إلى أن هذا الجدول يتجاهل القوات الألمانية القوية المتمركزة شمال أوسترولكا، والتي كان من الممكن أن تتدخل في الخطة السوفيتية. وشملت هذه المجموعة بأكملها مجموعة الجيوش الشمالية مع الجيش السادس عشر، والجيش الثامن عشر، والجيش الرابع بانزر، بالإضافة إلى الجيش التاسع التابع لمجموعة الجيوش الوسطى، والجيش الثالث بانزر إلى الشمال من لومزا.
وفقًا لتقديرات ب. سوكولوف، وبناءً على اقتراح جورجي جوكوف من 15 مايو 1941، كان على 152 فرقة سوفيتية اختراق 100 فرقة ألمانية حيث تم الهجوم الرئيسي للجبهة الجنوبية الغربية في اتجاه كراكوف، كاتوفيتشي.
يعتقد ميلتيوخوف أن الزعماء الغربيين كانوا سيوافقون على الهجوم السوفيتي، لأنه كان من الصعب على المملكة المتحدة أن تكسب الحرب وحدها، وقد بذل البريطانيون بالفعل كل ما في وسعهم لإقناع السوفيت باتخاذ موقف أقل إحسانًا تجاه ألمانيا.
في برقية إلى الرئيس فرانكلين روزفلت من 15 يونيو 1941، اقترح رئيس الوزراء البريطاني ونستون تشرشل تزويد السوفيت بكل مساعدة ممكنة في حالة اندلاع حرب بين ألمانيا والاتحاد السوفيتي. قبل روزفلت هذا الاقتراح دون تحفظ في 21 يونيو. (ميلتيوخوف 2000: 507-8)
مع الأخذ في الاعتبار كل شيء، يدعي ميلتيوخوف أنه على الرغم من أن «الهجوم الذي شنه الجيش الأحمر لم يكن ليؤدي إلى نتائج فورية في الحرب، [...] كان يمكن أن يكون الجيش الأحمر في برلين في موعد لا يتجاوز عام 1942، والذي كان من شأنه جعل من الممكن الحصول على مساحة أكبر بكثير في أوروبا تحت سيطرة موسكو، مما كان عليه في عام 1945». (ميلتيوخوف 2000: 506)

## الاستقبال في الغرب
نظرًا للدقة الملحوظة والموضوع الهام، تلقى العمل العديد من المراجعات في المنشورات الأكاديمية الغربية وتمت الإشارة إليه في العديد من دراسات الحرب العالمية الثانية الأخرى.
استخدمت دراسة ميلتيوخوف - وهي الفصل الذي يتناول استيلاء الجيش السوفيتي على دول البلطيق - من قبل المؤرخ الإستوني ماجنوس إيلميارف  للحصول على تفاصيل حول التخطيط العسكري السوفيتي ضد الجمهوريات الثلاث وتحديد عدد القوات السوفيتية المخصصة. تمت مراجعة كتاب ميلتيوخوف (الذي ترجم إلى الإستونية باسم Stalini käestlastud võimalus ) بشكل إيجابي للغاية من قبل المؤرخين الإستونيين. استخدم المؤرخ الروسي المهاجر قسطنطين بليشكوف، الذي يدعم أيضًا نظرية الهجوم السوفيتي المخطط لها، فرصة ستالين المفقودة (تمامًا مثل كتب ف. نيفيزين وفانيلانوف) في دراسته الأخيرة. تمت مراجعة كتاب ميلتيوخوف، بالإضافة إلى عناوين أخرى مماثلة، من قبل الأستاذ Raack في المجلة الروسية.